# Mont-de-l'Enclus
Mont-de-l'Enclus é um município da Bélgica localizado no distrito de Tournai, província de Hainaut, região da Valônia.